# Легка атлетика на Літній універсіаді 1983
Змагання з легкої атлетики на Літній універсіаді 1983 проходили 5-11 липня в Едмонтоні на стадіоні Співдружності.
До програми змагань Універсіади була додана нова дисципліна — жіночий марафонський біг.

## Призери

### Чоловіки
| Дисципліни                | Золото                                                 | Золото   | Срібло                                                         | Срібло   | Бронза                                                                      | Бронза   |
| ------------------------- | ------------------------------------------------------ | -------- | -------------------------------------------------------------- | -------- | --------------------------------------------------------------------------- | -------- |
| 100 метрів                | Чиді Імо Нігерія                                       | 10,33    | Десаї Вільямс Канада                                           | 10,37    | Сем Гредді США                                                              | 10,42    |
| 200 метрів                | Інносент Егбуніке Нігерія                              | 20,42    | Елліотт Квоу США                                               | 20,46    | Берні Джексон США                                                           | 20,57    |
| 400 метрів                | Сандей Уті Нігерія                                     | 45,32    | Віктор Маркін СРСР                                             | 45,38    | Сандер Нікс США                                                             | 45,53    |
| 800 метрів                | Ришард Островський Польща                              | 1.46,29  | Грем Вільямсон Велика Британія                                 | 1.46,66  | Мохамед Алуїні Туніс                                                        | 1.46,75  |
| 1500 метрів               | Клаудіо Патріньяні Італія                              | 3.41,02  | Андреас Баранські ФРН                                          | 3.41,21  | Джефф Тернбулл Велика Британія                                              | 3.41,24  |
| 5000 метрів               | Стів Гарріс Велика Британія                            | 13.46,99 | Феті Бакуш Туніс                                               | 13.47,69 | Йонесіге Сюйті Японія                                                       | 13.48,13 |
| 10000 метрів              | Йонесіге Сюйті Японія                                  | 28.55,37 | Агапіус Амо Танзанія                                           | 28.55,39 | Феті Бакуш Туніс                                                            | 28.55,76 |
| 110 метрів з бар'єрами    | Андрій Прокоф'єв СРСР                                  | 13,46    | Віллі Голт США                                                 | 13,49    | Марк Маккой Канада                                                          | 13,57    |
| 400 метрів з бар'єрами    | Олександр Харлов СРСР                                  | 49,41    | Амаду Діа Ба Сенегал                                           | 49,94    | Девід Патрік США                                                            | 50,28    |
| 3000 метрів з перешкодами | Петер Дененс Бельгія                                   | 8.28,86  | Фарлі Гербер США                                               | 8.29,07  | Айкьо Сігеюкі Японія                                                        | 8.33,44  |
| 4×100 метрів              | СШАТеррі Скотт Сем Гредді Кен Робінсон Віллі Голт      | 38,50    | КанадаДесаї Вільямс Стерлінг Гіндс Тоні Шарп Бен Джонсон       | 38,69    | СРСРАндрій Прокоф'єв Микола Сидоров Володимир Муравйов Олександр Золотарьов | 39,04    |
| 4×400 метрів              | СШАСандер Нікс Еліот Таброн Алонзо Бейберс Кліфф Вайлі | 3.01,24  | СРСРЄвген Ломтєв Олександо Трощило Сергій Куцебо Віктор Маркін | 3.01,58  | ФранціяЯнн Кантрек Ектор Льяцер Паскаль Шишинью Альдо Канті                 | 3.04,89  |
| Марафон                   | Алессіо Фаустіні Італія                                | 2:17.10  | Джованні д'Алео Італія                                         | 2:17.20  | Міхаель Шпеттель ФРН                                                        | 2:18.12  |
| Ходьба 20 кілометрів      | Гійом Леблан Канада                                    | 1:24.03  | Мауріціо Дамілано Італія                                       | 1:24.21  | Микола Матвеєв СРСР                                                         | 1:25.07  |
| Стрибки у висоту          | Ігор Паклін СРСР                                       | 2,31 UR  | Едді Анніс Бельгія                                             | 2,29     | Кларенс Сондерс Бермудські Острови                                          | 2,26     |
| Стрибки з жердиною        | Костянтин Волков СРСР                                  | 5,65     | Тьєррі Віньєрон Франція                                        | 5,60     | Джефф Ворд США                                                              | 5,50     |
| Стрибки в довжину         | Юсуф Аллі Нігерія                                      | 8,21     | Ральф Спрай США                                                | 7,91     | Сергій Родін СРСР                                                           | 7,85     |
| Потрійний стрибок         | Аджаї Агбебаку Нігерія                                 | 17,26    | Майк Конлі США                                                 | 17,20w   | Джон Герберт Велика Британія                                                | 17,05    |
| Штовхання ядра            | Майкл Картер США                                       | 19,74    | Златан Сарачевич Югославія                                     | 19,66    | Сергій Смирнов СРСР                                                         | 19,61    |
| Метання диска             | Луїс Деліс Куба                                        | 69,46 UR | Даріуш Юзишин Польща                                           | 63,32    | Марко Буччі Італія                                                          | 60,62    |
| Метання молота            | Юрій Тамм СРСР                                         | 76,82    | Роберт Вейр Велика Британія                                    | 74,10    | Юрій Пастухов СРСР                                                          | 73,38    |
| Метання списа             | Дайніс Кула СРСР                                       | 87,80    | Гельмут Шрайбер ФРН                                            | 84,12    | Станислав Горак Польща                                                      | 83,20    |
| Десятиборство             | Дейв Стін Канада                                       | 8205w    | Герберт Петер ФРН                                              | 8160w    | Георг Вертнер Австрія                                                       | 7905     |

### Жінки
| Дисципліни             | Золото                                                          | Золото     | Срібло                                                              | Срібло  | Бронза                                                               | Бронза  |
| ---------------------- | --------------------------------------------------------------- | ---------- | ------------------------------------------------------------------- | ------- | -------------------------------------------------------------------- | ------- |
| 100 метрів             | Беверлі Кінч Велика Британія                                    | 11,13w     | Ренді Гівенс США                                                    | 11,16w  | Анджелла Тейлор Канада                                               | 11,17w  |
| 200 метрів             | Ренді Гівенс США                                                | 22,47      | Маріта Пейн Канада                                                  | 22,62   | Ґрейс Джексон Ямайка                                                 | 22,69   |
| 400 метрів             | Марія Пінігіна СРСР                                             | 50,47      | Моллі Кіллінгбек Канада                                             | 51,94   | Олена Корбан СРСР                                                    | 52,07   |
| 800 метрів             | Ірина Под'яловська СРСР                                         | 1.59,29    | Робін Кемпбелл США                                                  | 1.59,81 | Дойна Мелінте Румунія                                                | 1.59,93 |
| 1500 метрів            | Габріелла Доріо Італія                                          | 4,07,26    | Дойна Мелінте Румунія                                               | 4,07,34 | Марія Раду Румунія                                                   | 4.08,41 |
| 3000 метрів            | Марія Раду Румунія                                              | 9.04,32    | Олена Малихіна СРСР                                                 | 9.06,17 | Лінн Вільямс Канада                                                  | 9.07,74 |
| 100 метрів з бар'єрами | Наталія Петрова СРСР                                            | 13,04      | Олена Бісерова СРСР                                                 | 13,07   | Беніта Фітцджеральд США                                              | 13,24   |
| 400 метрів з бар'єрами | Катерина Фесенко СРСР                                           | 54,97 UR   | Олена Філіпішина СРСР                                               | 56,10   | Гвен Волл Канада                                                     | 56,10   |
| 4×100 метрів           | СШАЛашон Недд Джекі Вашингтон Бренда Клієтт Ренді Гівенс        | 42,82      | КанадаАнджелла Тейлор Таня Бразерс Маріта Пейн Моллі Кіллінгбек     | 43,21   | СРСРМарія Романова Марина Молокова Ірина Ольховникова Ольга Антонова | 44,20   |
| 4×400 метрів           | СРСРЛариса Крилова Людмила Борисова Олена Корбан Марія Пінігіна | 3.24,97 UR | КанадаЧармейн Крукс Джилліан Річардсон Моллі Кіллінгбек Маріта Пейн | 3.25,26 | СШАКелія Болтон Істер Гебрієл Шерон Дабні Арліз Емерсон              | 3.34,64 |
| Марафон                | Сара Ровелл Велика Британія                                     | 2:47.37 UR | Кеті Робертс Канада                                                 | 2:52.47 | Марджорі Капут США                                                   | 2:54.03 |
| Стрибки у висоту       | Тамара Бикова СРСР                                              | 1,98 UR    | Сільвія Коста Куба                                                  | 1,98 UR | Маріз Евандже-Епе Франція                                            | 1,92    |
| Стрибки в довжину      | Анішоара Кушмір Румунія                                         | 7,06w      | Світлана Зорина СРСР                                                | 6,81    | Валі Йонеску Румунія                                                 | 6,56w   |
| Штовхання ядра         | Наталія Лісовська СРСР                                          | 20,46      | Клаудія Лош ФРН                                                     | 18,81   | Наталія Ахрименко СРСР                                               | 18,67   |
| Метання диска          | Флоренца Кречунеску Румунія                                     | 64,56      | Наталія Ахрименко СРСР                                              | 62,62   | Любов Уракова СРСР                                                   | 58,28   |
| Метання списа          | Беате Петерс ФРН                                                | 66,86      | Фауста Квінтавалья Італія                                           | 63,06   | Майра Віла Куба                                                      | 62,34   |
| Семиборство            | Катерина Смірнова СРСР                                          | 6350       | Сабіне Евертс ФРН                                                   | 6291    | Джуді Лівермор Велика Британія                                       | 6184    |

## Медальний залік
| Місце                | Країна               | Золото | Срібло | Бронза | Загалом |
| -------------------- | -------------------- | ------ | ------ | ------ | ------- |
| 1                    | СРСР                 | 14     | 7      | 9      | 30      |
| 2                    | США                  | 5      | 7      | 8      | 20      |
| 3                    | Нігерія              | 5      | 0      | 0      | 5       |
| 4                    | Італія               | 3      | 3      | 1      | 7       |
| 5                    | Велика Британія      | 3      | 2      | 3      | 8       |
| 6                    | Румунія              | 3      | 1      | 3      | 7       |
| 7                    | Канада               | 2      | 7      | 4      | 13      |
| 8                    | ФРН                  | 1      | 5      | 1      | 7       |
| 9                    | Куба                 | 1      | 1      | 1      | 3       |
| 9                    | Польща               | 1      | 1      | 1      | 3       |
| 11                   | Бельгія              | 1      | 1      | 0      | 2       |
| 12                   | Японія               | 1      | 0      | 2      | 3       |
| 13                   | Туніс                | 0      | 1      | 2      | 3       |
| 13                   | Франція              | 0      | 1      | 2      | 3       |
| 15                   | Танзанія             | 0      | 1      | 0      | 1       |
| 15                   | Югославія            | 0      | 1      | 0      | 1       |
| 15                   | Сенегал              | 0      | 1      | 0      | 1       |
| 18                   | Австрія              | 0      | 0      | 1      | 1       |
| 18                   | Бермудські Острови   | 0      | 0      | 1      | 1       |
| 18                   | Ямайка               | 0      | 0      | 1      | 1       |
| Загалом (20 збірних) | Загалом (20 збірних) | 40     | 40     | 40     | 120     |

## Виступ українців
| Чоловіки (5) | Чоловіки (5)    | Чоловіки (5) | Чоловіки (5) |
| Місце        | Атлет           | Дисципліна   | Результат    |
| ------------ | --------------- | ------------ | ------------ |
| 1            | Юрій Тамм       | молот        | 76,82        |
| 3            | Юрій Пастухов   | молот        | 73,38        |
|              | Микола Мусієнко | потрійний    | 16,86        |
|              | Сергій Гаврась  | спис         | 81,46        |
|              | Юрій Шевченко   | висота       | 2,23         |

| Жінки (3) | Жінки (3)          | Жінки (3)  | Жінки (3)        |
| Місце     | Атлетка            | Дисципліна | Результат        |
| --------- | ------------------ | ---------- | ---------------- |
| 1         | Марія Пінігіна     | 400 м      | 50,47            |
| 1         | Марія Пінігіна     | 4×400 м    | 3.24,97 UR       |
| 3         | Ірина Ольховникова | 4×100 м    | 44,20            |
|           | Ірина Ольховникова | 200 м      | 23,31 (23,25)[a] |
| ф         | Тамара Коба        | 1500 м     | DNS (4.15,84)[a] |

a  У дужках вказаний кращий результат, показаний у попередньому забігу.